# Принцип Реді
Принцип Реді у загальному формулюванні звучить «Все живе від живого».
Затвердився на початку XVII ст., коли відомий  італійський вчений Франческо Реді проголосив принцип лат. «ovo ex ovo». Сьогодні він поширюється на принцип лат. «cellule ex cellule», тобто поява будь-якої клітини або будь-якого яйця для відтворення, пов'язана обов'язково з попередніми батьківськими структурами, живими організмами, клітинами або цілісними структурами — і тільки вони можуть породжувати наступну клітину або наступне яйце.
Досліди тосканського лікаря Франческо Реді показали, що без мух черви в гниючому м'ясі не виявлять, а якщо прокип'ятити органічні розчини, то мікроорганізми в них взагалі зароджуватися не зможуть. І тільки в 60-х рр. XIX ст. французький вчений Луї Пастер у своїх дослідах продемонстрував, що мікроорганізми з'являються в органічних розчинах тільки тому, що туди раніше був занесений зародок.
Таким чином, досліди Пастера мали двояке значення — довели неспроможність концепції самовільного зародження життя. Обґрунтували ідею про те, що все сучасне живе походить тільки від живого.

## Ресурси Інтернету
- Идея происхождения жизни по принципу «живое — от живого» https://sites.google.com/site/biologiasch88/evolucia-proishozdenie-zizni-na-zemle1/koncepcii-vozniknovenia-zizni/idea-proishozdenia-zizni-po-principu-zivoe---ot-zivogo [Архівовано 19 червня 2016 у Wayback Machine.]
- Казначеев В. П. Принцип Реди и проблема «соувинга» (противоречия основной биологической и эволюционной парадигмы) .pdf(рос.) [.pdf Архівовано 8 серпня 2017 у Wayback Machine.]